# Frances Bavier
Pour les articles homonymes, voir Bavier.
Frances Elizabeth Bavier, née le 14 décembre 1902 à New York, et morte le 6 décembre 1989 à Siler City, en Caroline du Nord, est une actrice  américaine de théâtre, de cinéma et de télévision.

## Biographie
À l'origine actrice de théâtre à New York, elle se voit confier des rôles pour la télévision à partir des années 1950. L'un de ses rôles les plus importants est celui de "tante Bee" dans les séries des années 1960 The Andy Griffith Show et Mayberry R.F.D..

## Filmographie partielle

### Cinéma
- 1951 : Le Jour où la Terre s'arrêta (The Day the Earth Stood Still), de Robert Wise
- 1952 : Le Cabotin et son compère (The Stooge), de Norman Taurog
- 1952 : Seules les femmes savent mentir (My Wife's Best Friend) de Richard Sale
- 1952 : Sally et sainte Anne (Sally and Saint Anne) de Rudolph Maté
- 1952 : Le Traître du Texas (Horizons West), de Budd Boetticher
- 1953 : L'Étrange Mr. Slade (Man in the Attic), de Hugo Fregonese
- 1974 : Benji, de Joe Camp

### Télévision
- 1960-1968 : The Andy Griffith Show

## Récompenses
- 1967 : Primetime Emmy Award de la meilleure actrice dans un second rôle dans une série télévisée comique, pour son rôle dans The Andy Griffith Show